# جوني ديب
جون كريستوفر ديب الثاني (بالإنجليزية: John Christopher Depp II) (مواليد 9 يونيو 1963) هو ممثل ومخرج ومنتج وممثل أصوات وموسيقي أمريكي عالمي. حصل على العديد من الجوائز، بما في ذلك جائزة الغولدن غلوب وجائزة نقابة ممثلي الشاشة، بالإضافة إلى ثلاث ترشيحات لجوائز الأوسكار وجائزتي بافتا. أفلامه، التي غالبًا ما يجسد فيها شخصيات غريبة الأطوار، حققت إيرادات تتجاوز 8 مليارات دولار حول العالم، مما يجعله واحدًا من أنجح نجوم هوليوود من حيث العائدات.
رُشح لعشر جوائز غولدن غلوب، وفاز بجائزة أفضل ممثل عن أدائه لدور البطولة في فيلم (سويني تود: الحلاق الشيطاني لشارع فليت) وتم ترشيحه لثلاث جوائز أكاديمية لأفضل ممثل.
أول ظهور له كان في فيلم (كابوس شارع إيلم) عام 1984 وحقق شهرة واسعة خلال مشاركته في السلسلة التلفزيونية (21 Jump Street) التي عرضت بين عامي 1987-1990. شارك أيضًا في فيلم الحرب (فصيلة) عام 1986 مع المخرج أوليفر ستون. كما شارك في فيلم الخيال الروماني (إدوارد ذو الأيدي المقصات) عام 1990.
يعتبر ديب من كبار نجوم السينما في العالم. وهو عاشر أعلى ممثل أجرًا في جميع أنحاء العالم، حيث حققت أفلام ديب أكثر من 3.7 مليار دولار أمريكي في شباك التذاكر بالولايات المتحدة وأكثر من 10 مليارات دولار أمريكي في جميع أنحاء العالم. أُدرج اسمه في موسوعة غينيس للأرقام القياسية لعام 2012 باعتباره الممثل الأعلى أجراً في العالم، حيث بلغت أرباحه 75 مليون دولار أمريكي. تعاون ديب في ثمانية أفلام مع المخرج والمنتج والصديق تيم برتون. تم اختياره شخصية عام 2015 في برنامج دزني ليجندز. بالإضافة إلى عمله كممثل، عمل ديب أيضًا كموسيقي. وقام بالعزف مع العديد من الفرق الموسيقية، بما في ذلك تشكيل فرقة الروك الكبرى المعروفة باسم هوليوود مصاصي الدماء جنبًا إلى جنب مع كل من أليس كوبر وجو بيري.

## النشأة
وُلد جوني ديب في 9 يونيو 1963 في أوينسبورو، كنتاكي، ابنًا لكل من بيتي سو بالمر، وهي نادلة، وجون كريستوفر ديب، وهو مهندس مدني، ولديه شقيق واحد وشقيقتين. تعود أصوله إلى ألمانيا، وأصول بعيدة من قبيلة شيروكي الهندية من جهة والدته، إضافة لأصوله الأيرلندية. كذلك لجوني ديب أصول فرنسية تعود لأوائل الفرنسيين الذين استوطنوا أمريكا.
بعد وفاة جده المقرب إليه، انتقلت عائلته إلى فلوريدا.
كان انفصال والديه أثناء فترة مراهقته سببًا في دفعه إلى الانفصال عن الدراسة في المرحلة الثانوية. تعلم عزف الجيتار، وانضم إلى فرقة روك سُمِيت ذا كيدز، حيث تجولوا في أنحاء فلوريدا. ثم انتقل إلى لوس أنجلوس، حيث تفرقت الفرقة، مما اضطر جوني إلى العمل ببيع أقلام الحبر عبر الهاتف.
تزوج جوني ديب لأول مرة في عام 1983 من «لوري أليسون»، وكانت سبباً في تغيير محور حياته بالرغم من كونه زواجاً فاشلاً، حيث عرفته زوجته على الممثل نيكولاس كيج الذي عرفه علي وكيله، وقام بتأدية أول أدواره في فيلم كابوس شارع إيلم في سنة 1984، وأخذ جوني دروساً في التمثيل بإستديو في لوس أنجلوس، وفي هذة الأثناء، كان قد أدى ثاني دورين له، وهو دوره في فيلم Private Resort، وفيلم فصيلة. وقد اشتهر جوني بعد أدائه دور «توم هانسون» في المسلسل Jump Street 21، حيث تصدرت صوره المجلات لفترة ثلاث سنوات. وقد واعد ديب الكثير من الممثلات مثل: وينونا رايدر، وكيت موس، وفانيسا بارادي، وآمبر هيرد وغيرهم. وقد عمل كثيراً مع المخرج الكبير تيم برتون، وزوجته الممثلة هيلينا بونهام كارتر.
فاجأ الجمهور حينما قَبِل أن يمثل دور القرصان القبطان جاك سبارو في سلسلة أفلام قراصنة الكاريبي بجزئه الأول الذي كان اسمه قراصنة الكاريبي: لعنة اللؤلؤة السوداء الذي أُنتِج عام 2003، والثاني الذي سُمِي قراصنة الكاريبي: صندوق الرجل الميت إنتاج عام 2006، والثالث في نهاية العالم 2007)، وهو من إنتاج شركة والت ديزني، والجزء الرابع الذي أُنتِج عام 2011، وحمل اسم قراصنة الكاريبي: في بحار غريبة. بالرغم من أن الشخصية التي مثلها كانت غريبة، لكنه استطاع بأسلوبه المضحك المميز تحقيق أعلى الإيرادات؛ خصوصًا أنه وقبل إطلاق الفيلم كان النقاد ينتقدون الفيلم، وأنه موجه إلى الأطفال كعادة أفلام ديزني؛ خصوصًا أن ملاهي ديزني العالمية تحمل حديقة تسمي «قراصنة الكاريبي». لكن على العكس تمامًا، حيث سر النقاد من الفيلم، واتضح أنه ممتع جدًا، ومناسب لجميع الناس والأعمار. وقد حصل على لقب أكثر الرجال الأحياء جاذبية أكثر من مرة. اشتهر جوني ديب بالكثير من الأفلام العظيمة مثل: إدوارد ذو الأيدي المقصات (1990)، وسويني تود: الحلاق الشيطاني لشارع فليت (2007)، وإد وود (1994)، وسليبي هولو (1999)، والعثور علي أرض الخلود (2004)، والنافذة السرية (2004)، وأعداء الشعب (2009)، وحلم أريزونا (1992)، وفصيلة (1986)، والرجل الميت (1995)، والخوف والبغض في لاس فيغاس (1998)، ومن الجحيم (2001)، وشوكولا (2000)، وجثة العروس (2005)، وتشارلي ومصنع الشوكولاتة (2005)، وأليس في بلاد العجائب (2010) وغيرها من الأيقونات الخالدة في تاريخ السينما العالمية، والتي حصدت العديد من الجوائز، وعلي رأسها الأوسكار والغولدن غلوب، والسعفة الذهبية وغيرها من الجوائز العالمية. وقد عمل الممثل الكبير جوني ديب مع المخرج الشهير تيم برتون 8 مرات، وعمل مع الكثير من كبار المخرجين في أمريكا وأوروبا. وقد تمكن جوني ديب من خلال تجسيده لأكثر من 60 شخصية مختلفة تماماً عن بعضها البعض من الحصول علي لقب أفضل مُجسِد للشخصيات في تاريخ السينما. وقد حصد لقب ممثل العقد بجدارة. كما فاز جوني ديب بالكثير من الجوائز العالمية تقديراً لموهبته، كما أثبت أنه واحد من أفضل الممثلين في تاريخ السينما.

## حياته الفنية

### 1984–1990
بدأ جوني ديب من خلال فيلم الرعب الأيقوني الذي تلقّى إشادة كبيرة كابوس شارع إيلم في عام 1984. أحب النقاد الفيلم بشدة، وامتدحوا مخرجه الرائع ويس كرافن. قدم ديب بعد ذلك فيلم Private Resort في عام 1985، كما شارك في نفس العام في مسلسل Lady Blue، وفيلم قصير بعنوان Dummies مع شيريلين فين.
في عام 1986، شارك ديب في فيلم قصير بعنوان .R.P.G، ومسلسل تلفزيوني بعنوان Slow Burn، وحدثت الضجة الكبري عندما شارك في فيلم فصيلة الذي اكتسح موسم الجوائز، وحصد أربع جوائز أوسكار (من بينها جائزة أفضل فيلم في العام، وجائزة أفضل مخرج في العام للمخرج الكبير أوليفر ستون)، وثلاث جوائز غولدن غلوب (من بينها أفضل فيلم درامي، وأفضل مخرج) والعديد من الجوائز العالمية الأخرى، وظهر معه في الفيلم تشارلي شين، وويليم دافو، وتوم بيرينجر.
في عام 1987، وصل ديب إلى الشهرة من خلال المسلسل الشهير 21 Jump Street، والذي انتهت مواسمه في عام 1990 بعد أن جلب شهرةً كبيرةً لجوني ديب. شارك أيضًا في 1987 في مسلسل Hotel، وفي 1988 في فيلم قصير بعنوان R.P.G. II.

### 1990–1995

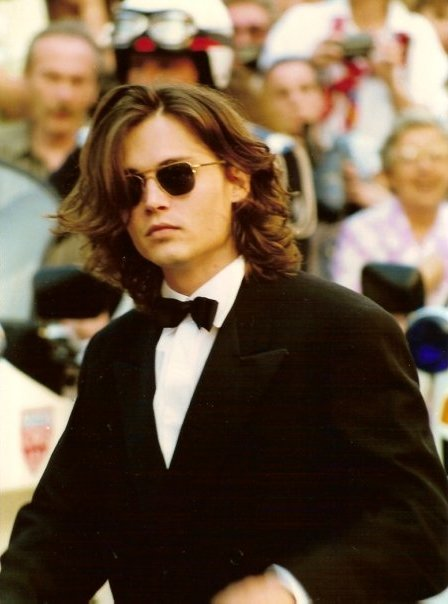
ديب في مهرجان كان السينمائي 1992.

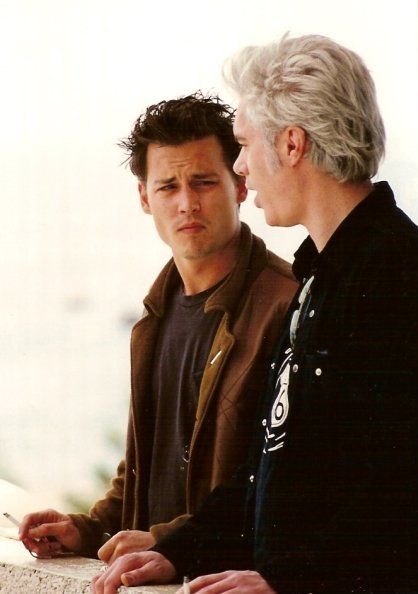
ديب مع المخرج، وكاتب السيناريو جيم جارموش في مهرجان كان السينمائي في عام 1995.

بانتهاء مسلسل 21 Jump Street في (90)، تفرغ ديب للأفلام. في عام 1990، ظهر ديب في Cry Baby للمخرج الكبير جون واترز وظهر معه في الفيلم ويليم دافو وأمي لوكين وإيجي بوب وغيرهم، ثم انطلقت الشرارة بنفس العام حيث تحالف مع سيد الفانتازيا المخرج الأسطوري تيم برتون في أول أفلامهما إدوارد ذو الأيدي المقصات (إدوارد ذو الأيدي المقصات)؛ الفيلم الذي جلب له شهرة عالمية رهيبة وامتدح النقاد الفيلم بشدة وامتدحوا أداءه وعشقه كل محبي السينما علي مستوي العالم وظهر معه في الفيلم وينونا رايدر وديان ويست وفينسنت برايس، وقد حصل الفيلم علي العديد من الجوائز العالمية وترشح للأوسكار.
في عام 1991، ظهر ديب بدور صغير في فيلم Freddy's Dead: The Final Nightmare. في عام 1992، ظهر جوني ديب في التحفة السينمائية التي صفق لها الجميع Arizona Dream من إخراج المخرج الصربي الكبير أمير كوستاريكا وظهر معه في الفيلم جيري لويس وفاي دوناوي وليلي تايلور وفنسنت غالو. فاز الفيلم بجائزة مهرجان برلين السينمائي الدولي وامتدحه النقاد بشدة. في عام 1993، لم يتوقف إبداع ديب؛ فهو سيل لا مانع له حيث ظهر في الفيلم الممتدح المرشح للجولدن جلوب Benny & Joon وظهر معه في الفيلم ماري ستيوارت ماسترسون وايدن كوين وجوليان مور. قدم ديب في نفس العام تحفة المخرج السويدي لاسي هالستروم المرشحة للأوسكار والممتدحة بشدة ما الذي يضايق غيلبرت غريب وظهر معه في الفيلم جوليت لويس وليوناردو دي كابريو.
في عام 1994، قدم جوني ديب واحداً من أعظم الأداءات في تاريخ السينما في إد وود، الفيلم الذي يمثل التحالف الثاني بينه وبين صديقه العزيز المخرج الكبير تيم برتون وظهر معه في الفيلم مارتن لانداو وسارة جيسيكا باركر وبيل موري وباتريشيا أركيت. حصد الفيلم جائزتين أوسكار وترشح للسعفة الذهبية وحصد العديد من الجوائز الأخرى وامتدحه النقاد بشدة واصفين إياه كواحد من أعظم أفلام السير الذاتية في تاريخ السينما. في نفس العام قدم ديب Don Juan DeMarco مع مارلون براندو وفاي داناواي ومن إنتاج فرانسيس فورد كوبولا وحصل الفيلم علي ترشيح لجائزة الأوسكار وأيضًا امتدحه النقاد.
في 1995، قدم فيلم Dead Man للمخرج الكبير جيم جارموش وترشح الفيلم الأيقوني للسعفة الذهبية وأحبه النقاد وظهر معه في الفيلم كريسبين جلوفير وجاري فارمر وبيلي بوب ثورنتون وايغي بوب وألفريد مولينا وجون هارت وروبرت ميتشم. كما قدم فيلم Nick Of Time مع كريستوفر واكن.

### 1995–2000
بعد النجاح الكبير الذي حققه جوني ديب، ظهر ديب في عام 1997 في فيلمين، الأول دوني براسكو مع آل باتشينو ومايكل مادسن وآن هاش وبول جياماتي ومن إخراج مايك نيويل، وترشح للأوسكار ونال العديد من الجوائز وأيضاً لاقى مديحاً نقدياً كبيراً ويعتبر الفيلم من أفضل أفلام العصابات علي مر التاريخ. أما الثاني فهو The Brave من كتابته (السيناريو) وإخراجه وتمثيله، وظهر معه في الفيلم مارلون براندو وترشح الفيلم للسعفة الذهبية (أفضل إخراج لديب).
في عام 1998 ظهر ديب في تحفة تيري جيليام المرشحة للسعفة الذهبية بمهرجان كان Fear and Loathing in Las Vegas وظهر معه في الفيلم بينيشيو ديل تورو وكريستينا ريتشي وتوبي ماجوير وكاميرون دياز وهانتر اس طومسون، وفي نفس العام ظهر في L.A. Without a Map مع جولي دلبي.
في عام 1999 شارك ديب في مسلسل The Vicar of Dibley وفي فيلم The Astronaut's Wife مع تشارليز ثيرون الذي وصفه الناقد Mick LaSalle كالتالي (مخيف - أنيق - مدعم بأداءات عظيمة). أيضًا ظهر في تحفة رومان بولانسكي The Ninth Gate التي أدت إلى حصول بولانسكي على الEuropean Film Award من أجل الفيلم ومن أجل مسيرته الفنية بأكملها، وفي نفس العام حصل جوني ديب علي أكبر جائزة فنية في فرنسا (سيزر). ظهر مع ديب في الفيلم ايمانويل سينيه ولينا أولين وفرانك لانجيلا، وفي نفس العام ظهر ديب في الفيلم الذي أحدث ضجة كبرى Sleepy Hollow وهو التحالف الثالث بينه وبين بيرتون وشارك في إنتاجه فرانسيس فورد كوبولا. حصل الفيلم علي إعجاب النقاد وفاز بالعديد من الجوائز العالمية بما فيهم جائزة الأوسكار. وظهر معه في الفيلم كريستينا ريتشي وميراندا ريتشاردسون وكريستوفر لي.
في عام 2000، ظهر ديب في ثلاثة أفلام رائعة، الأول The Man Who Cried مع كريستينا ريتشي وكيت بلانشيت وجون تورتورو ومن إخراج سالي بوتر، وقد ترشح الفيلم لجائزة الأسد الذهبي بمهرجان البندقية السينمائي، وكان الفيلم الثاني هو Before Night Falls مع خافير بارديم وشون بين ومن إخراج جوليان شنابل وترشح الفيلم للأوسكار. أما الثالث فهو التحفة السينمائية التي زادت من مديح النقاد له أكثر فأكثر Chocolat مع جولييت بينوش ولينا أولين وجودي دينش وكاري آن موس وألفريد مولينا ومن إخراج المخرج السويدي الكبير لاسي هالستروم، وقد ترشح الفيلم لخمس جوائز أوسكار (من بينهم جائزة أفضل فيلم في العام) وترشح لجائزة مهرجان برلين السينمائي الدولي ونال العديد من الجوائز العالمية الأخرى. شارك ديب أيضاً في نفس العام في مسلسل The Fast Show.

### 2000–2005
بحلول عام 2000، أصبح ديب أسطورة سينمائية يوقرها العالم، مصنفاً من قبل هوليوود كواحد من عظمائها وأساطيرها، معروفاً كسيد من أسياد التمثيل وكأفضل مجسد للشخصيات علي الإطلاق. أصبح جوني ديب محبباً للجمهور وللنقاد وأصبح العالم مغرماً بأفلامه وبأسلوبه الذي لا مثيل له. في عام 2001، ظهر جوني ديب في الفيلم المحبوب قالب:ضربة (فيلم) من إخراج تيد ديم وظهر معه في الفيلم بينيلوب كروز وراي ليوتا. وظهر في نفس العام في فيلم من الجحيم من إخراج الأخوين هيوز وظهر معه في الفيلم هيذر غراهام وإيان هولم وروبي كولترين وصوفيا مايلز ودومينيك كوبر.
في عام 2003، حدثت الظاهرة السينمائية التي جعلت جوني ديب أشهر ممثل في العالم والممثل الأعلى أجراً وأثبتت أنه أسطورة سينمائية لا مثيل لها قراصنة الكاريبي 1 من إخراج المخرج الحائز على الأوسكار غور فيربينسكي وظهر معه في الفيلم أورلاندو بلوم وكيرا نايتلي وجيوفري راش وكيفن ماكنالي وبيل ناي وزوي سالدانا وغيرهم. ترشح الفيلم لخمس جوائز أوسكار من بينهم أفضل أداء رئيسي لجوني ديب كما نال العديد من الجوائز العالمية الأخرى وحقق أرباح عالية للغاية (وصلت إلي ما يقرب من 800 مليون دولار) ويعتبر أداء ديب الأسطوري في الفيلم واحداً من أعظم 10 أداءات في العقد وتعتبر شخصية جاك سبارو هي الشخصية الأكثر تأثيراً في العقد بأكمله. ظهر ديب في نفس العام مع أنتونيو بانديراس وسلمى حايك وميكي رورك وويليم دافو في رائعة المخرج الرائع روبرت رودريجيز حدث ذات مرة في مكسيكو وحقق الفيلم نجاحاً كبيراً.
في عام 2004، ظهر ديب في فيلم النافذة السرية للمخرج ديفيد كيب وظهر معه في الفيلم ماريا بيلو وجون تورتورو وقدم أداءً رفيع المستوي كعادته وظهر في الفيلم المرشح ل 8 جوائز السينما المستقلة البريطانية (فاز بها) الخليع مع جون مالكوفيتش وسامانثا مورتن وروزاموند بايك. ظهر ديب في نفس العام في فيلم فرنسي بعنوان تزوجا وأنجبا العديد من الأطفال مع شارلوت غينسبور وايمانويل سينيه. ظهر ديب أيضاً في التحفة السينمائية المرشحة لسبع جوائز أوسكار من بينهم أفضل فيلم في العام (فاز بجائزة الأوسكار) العثور على أرض الخلود من إخراج المخرج الألماني مارك فورستر وظهر معه في الفيلم كيت وينسليت وداستين هوفمان وجولي كرستي وفريدي هايمور، ونال الفيلم العديد من الجوائز العالمية وحقق شهرة كبيرة للغاية، ووصف النقاد أداء ديب بالأسطوري وترشح ديب للأوسكار عن أدائه الذي لا مثيل له كأفضل ممثل رئيسي. ظهر أيضاً ديب في مسلسل كينغ أوف ذا هيل.
في عام 2005، ظهر جوني ديب في فيلمين كبيرين للمخرج العظيم تيم بيرتون، التحالف الرابع المرشح للأوسكار تشارلي ومصنع الشوكولاتة والتحالف الخامس المرشح لأوسكار أفضل فيلم أنيميشن جثة العروس. والفيلمان قلبا هوليوود رأساً على عقب حيث امتدحهما النقاد بشدة وحققا الملايين من الدولارات. ظهر مع ديب في التحالف الرابع هيلينا بونهام كارتر وفريدي هايمور وكرستوفر لي وديفيد كيلي وآناصوفيا روب، أما في التحالف الخامس فظهر معه هيلينا بونهام كارتر وإميلي واتسون وكريستوفر لي وألبرت فيني وغيرهم.

### 2005–2010
بعد انتهاء 2005، قدم ديب في عام 2006 قراصنة الكاريبي 2 من إخراج المخرج الحائز علي الأوسكار جور فيربينسكي وظهر معه في الفيلم أورلاندو بلوم وكيرا نايتلي وجيوفري راش وكيفن ماكنالي وبيل ناي وغيرهم وأحدث الفيلم ضجة كبرى وتجاوزت أرباحه المليار دولار وحصد العديد من الجوائز خاصةً جوائز المؤثرات البصرية حيث فاز الفيلم بكافة جوائز المؤثرات البصرية المقدمة من المهرجانات السينمائية المختلفة بما فيهم جائزة الأوسكار وبالتالي يعتبر الفيلم ناجحاً للغاية فهو فيلم حائز علي الأوسكار وتجاوزت أرباحه المليار دولار.
في عام 2007، قدم ديب قراصنة الكاريبي 3 من إخراج المخرج الحائز على الأوسكار جور فيربينسكي وظهر معه في الفيلم أورلاندو بلوم وكيرا نايتلي وجيوفري راش وكيفن ماكنالي وكيث ريتشاردز وغيرهم وحقق الفيلم ما يقرب من مليار دولار وترشح لجوائز الأوسكار والعديد من الجوائز العالمية الأخرى. في نفس العام قدم ديب ظاهرة سينمائية جديدة (فهو دائماً يقدم تحف سينمائية وظواهر فيلمية لن تتكرر). الفيلم الغنائي العظيم سويني تود: الحلاق الشيطاني لشارع فليت الذي يمثل التحالف السادس بينه وبين المخرج المخضرم تيم برتون ويظهر معه في الفيلم هيلينا بونهام كارتر وآلان ريكمان وساشا بارون كوهين وجيمي كامبل باور وتيموثي سبال وجاين وايزنر ولورا ميشيل كيلي وحقق الفيلم نجاحاً ساحقاً وصفق له النقاد والجمهور واعتبره الجميع أيقونة سينمائية فريدة من نوعها وقد حصل الفيلم على جائزة الأوسكار والعديد من الجوائز العالمية الأخرى وترشح جوني ديب لأوسكار أفضل ممثل رئيسي عن أدائه الأيقوني في الفيلم.
في عام 2009، شارك ديب في سبونج بوب سكوير بانتس وظهر في رائعة تيري جيليام المرشحة لجائزتين أوسكار إيماجيناريوم من دكتور بارناسوس مع هيث ليدجر وجود لو وكولين فاريل وأندرو غارفيلد وكريستوفر بلامر وليلي كول. ظهر ديب في نفس العام في الفيلم العظيم الذي امتدحه النقاد أعداء الشعب من إخراج المخرج الكبير مايكل مان وظهر معه في الفيلم ماريون كوتيار وكريستيان بيل وجيوفاني ريبيسي وتشانينج تيتوم وبيلي كرودب وجيسون كلارك وكاري موليجان وإميلي دي رافن وليلي سوبيسكي وليلي تايلور.
في عام 2010، ظهر جوني ديب مع أنجلينا جولي في فيلم السائح المرشح لثلاث جوائز جولدن جلوب من بينهم أفضل فيلم في العام والذي حقق أرباحاً طائلة ومن إخراج المخرج الألماني فلوريان هنكل فون دونرسمارك وظهر أيضاً في الفيلم بول بيتاني وتيموثي دالتون وروفس سويل. في نفس العام قدم ديب التحالف السابع بينه وبين بيرتون أليس في بلاد العجائب مع هيلينا بونهام كارتر وميا فاشيكوفسكا وآن هاثاواي وكريسبين غلوفير وآلان ريكمان وتيموثي سبال وكرستوفر لي واليانور توملينسون. حصل الفيلم علي جائزتين أوسكار والعديد من الجوائز العالمية الأخرى وتعدت أرباحه المليار دولار.

### 2010–الآن
بانتهاء 2010 أصبح جوني ديب سيد العقد الفائت وفي إحدى المهرجانات قدم له ساشا بارون كوهين جائزة اختيار الجمهور معلناً إياه كأكثر ممثل حاصل على الجائزة بفارق كبير للغاية عن ثاني أكثر ممثل حاصل عليها، كما وصفه بأعظم مجسد للشخصيات عرفته السينما والممثل المفضل للعقد.
في عام 2011، قدم ديب تحفة سينمائية جديدة هي Rango الحائز على أوسكار أفضل فيلم أنيمشن في العام ومن إخراج المخرج الحائز على جائزة الأوسكار جور فيربينسكي ويشارك ديب الأصوات كل من آيلا فيشر وأبيجيل برسلين وبيل ناي وتيموثي أوليفانت وألفريد مولينا وراي وينستون وغيرهم. قدم في نفس العام يوميات روم من إخراج بروس روبنسون وظهر معه في الفيلم آمبر هيرد (التي تزوجها بعد ذلك في 2015 ثم انفصلا في السنة التي تليها) وآرون إيكهارت وجيوفاني ريبيسي وريتشارد جينكينز. في نفس العام قدم ديب قراصنة الكاريبي 4 وعرض الفيلم في مهرجان كان السينمائي والفيلم من إخراج المخرج الكبير روب مارشال وظهر معه في الفيلم بينيلوبي كروز وإيان ماكشين وجيوفري راش وجودي دينش وكيث ريتشاردز وأستريد بيرجيس فريسبي وسام كلافلن وغيرهم وتعدت إيرادات الفيلم المليار دولار وشارك ديب أيضاً في مسلسل Life's Too Short بنفس العام.
في عام 2012، ظهر ديب في التحالف الثامن مع المخرج الكبير تيم بيرتون الظلال الداكنة وظهر معه في الفيلم هيلينا بونام كارتر وميشيل فايفر وإيفا جرين وبيلا هيثكوت وكلوي غرايس موريتز وجوناثان فريد وجوني لي ميلر وكريستوفر لي وجاكي ايرل هالي وأليس كوبر وجلفر ماكجريث وغيرهم. وحصد الفيلم العديد من الجوائز. ظهر ديب في العام نفسه في دور صغير بفيلم 21 Jump Street المعتمد على مسلسله الذي اشتهر به في صغره وهو من بطولة تشانينج تيتوم وجونا هيل وآيس كيوب وداكوتا جونسون وبيتر ديلويز. ظهر ديب كذلك في مسلسل فاميلي غاي بدور صوتي صغير بشخصية إدوارد سيزر هاندز وظهر أيضاً في Paul McCartney: My Valentine مع ناتالي بورتمان.
في عام 2013، ظهر ديب في فيلم الحارس الوحيد المرشح لجائزتين أوسكار ومن إخراج المخرج الحائز على الأوسكار غور فيربينسكي وظهر معه في الفيلم أرمي هامر وهيلينا بونام كارتر ووليام فيشتنر وتوم ويلكينسون وروث ويلسون وباري بيبر وجيمس بادج دايل. كما ظهر ديب في نفس العام بدور صغير في فيلم Lucky Them مع توني كوليت وتوماس هادن تشورتش وأوليفر بلات وظهر أيضاً في Paul McCartney: Qheenie Eye مع جيمس كوردن وجود لو وكيت موس وسينا ميلير وميريل ستريب وأليس أيف وشون بين وجيرمي أيرونز وكريس باين وغيرهم.
في عام 2014، ظهر ديب في تسامي من إخراج المخرج/المصور الحائز على جائزة الأوسكار والي فيستر ومن إنتاج كريستوفر نولان وظهر معه في الفيلم ريبيكا هول وبول بيتاني ومورجان فريمان وكايت مارا وسيليان مورفي وكول هوسر وغيرهم. ظهر أيضاً في Paul McCartney: Early Days ليمثل تحالفه الثالث مع بول مكارتني. في المستقبل، كما عُرض له فيلم Into The Woods في السينما في نهاية عام 2014 وهو من إخراج روب مارشال ويشارك في بطولته ميريل ستريب وكريس باين وإيميلي بلنت وأنا كندريك وجيمس كوردن وغيرهم.

## أعماله

### الأفلام
| علامة الخنجرية | تشير إلى الأفلام التي لم يتم إصدارها بعد |

| العام | الأسم بالعربية                                  | الأسم الاصلي                                           | الدور                         | الملاحظات | م.     |
| ----- | ----------------------------------------------- | ------------------------------------------------------ | ----------------------------- | --------- | ------ |
| 1984  | كابوس شارع إيلم                                 | Nightmare on Elm Street                                | غلين لانتس                    |           | [ 25 ] |
| 1985  | منتجع خاصّ                                       | Private Resort                                         | جاك مارشال                    |           |        |
| 1986  | فصيلة                                           | Platoon                                                | ليرنر                         |           | [ 26 ] |
| 1990  | الطـفـل الـباكـي                                | Cry-Baby                                               | واد "صرخة - بيبي" ووكر        |           | [ 27 ] |
| 1990  | إدوارد ذو أيدي المقصات                          | Edward Scissorhands                                    | إدوارد يد المقصات             |           | [ 28 ] |
| 1991  | فريدي ميت: الكابوس النهائي                      | Freddy's Dead: The Final Nightmare                     | دور مخفي                      |           | [ 29 ] |
| 1993  | حلم أريزونا                                     | Arizona Dream                                          | أكسل بلاكممر                  |           | [ 30 ] |
| 1993  | بيني وجون                                       | Benny & Joon                                           | سام                           |           | [ 31 ] |
| 1993  | ماالذي يضايق جيلبرت جريب                        | What's Eating Gilbert Grape                            | جيلبرت جريب                   |           | [ 32 ] |
| 1993  | أدوات                                           | Stuff                                                  | —                             |           |        |
| 1994  | إد وود                                          | Ed Wood                                                | إدوارد دي وود جونيور          |           | [ 33 ] |
| 1994  | دون جوان ماركو                                  | Don Juan DeMarco                                       | دون جوان / جون ر. ماركو       |           |        |
| 1995  | الرجل الميت                                     | Dead Man                                               | وليام بليك                    |           |        |
| 1995  | الهروب من الوقت                                 | Nick of Time                                           | جين واتسون                    |           |        |
| 1996  | كان الرجل                                       | Cannes Man                                             | نفسه                          |           |        |
| 1997  | دوني براسكو                                     | Donnie Brasco                                          | دوني براسكو / جوزيف د. بيستون |           |        |
| 1997  | الشجعان                                         | The Brave                                              | رافائيل                       |           |        |
| 1998  | الخوف والبغض في لاس فيغاس                       | Fear and Loathing in Las Vegas                         | راؤول ديوك                    |           |        |
| 1998  | لوس أنجلوس دون خريطة                            | L.A. Without a Map                                     | وليام بليك                    |           |        |
| 1999  | سليبي هولو                                      | Sleepy Hollow                                          | أيكابود كرين                  |           |        |
| 1999  | زوجة رائد الفضاء                                | The Astronaut's Wife                                   | سبنسر أرامكست                 |           |        |
| 1999  | البوابة التاسعة                                 | The Ninth Gate                                         | دين كورسو                     |           |        |
| 2000  | شوكولا                                          | Chocolat                                               | رو                            |           |        |
| 2000  | قبل هبوط الليل                                  | Before Night Falls                                     | فيكتور، بون بون               |           |        |
| 2000  | الرجل الذي بكى                                  | The Man Who Cried                                      | سيزار                         |           |        |
| 2001  | ضربة                                            | Blow                                                   | جورج يونغ                     |           |        |
| 2001  | من الجحيم                                       | From Hell                                              | فريدريك أبريلين               |           |        |
| 2003  | حدث ذات مرة في المكسيك                          | Once Upon a Time in Mexico                             | شيلدون ساندز                  |           |        |
| 2003  | قراصنة الكاريبي: لعنة اللؤلؤة السوداء           | Pirates of the Caribbean: The Curse of the Black Pearl | القبطان جاك سبارو             |           |        |
| 2004  | في سعادة أبدية بعد ذلك                          | Happily Ever After                                     |                               |           |        |
| 2004  | النافذة السرية                                  | Secret Window                                          | مورت ريني                     |           |        |
| 2004  | العثور على نيفرلاند                             | Finding Neverland                                      | ماثيو جيمس باري               |           |        |
| 2004  | الخليع                                          | The Libertine                                          | جون ويلموت، إيرل 2 من روتشستر |           |        |
| 2005  | تشارلي ومصنع الشوكولاتة                         | Charlie and the Chocolate Factory                      | ويلي ونكا                     |           |        |
| 2005  | جثة العروس                                      | Corpse Bride                                           | فيكتور فان دورت               | أداء صوتي |        |
| 2006  | قراصنة الكاريبي: صندوق الرجل الميت              | Pirates of the Caribbean: Dead Man's Chest             | القبطان جاك سبارو             |           |        |
| 2007  | قراصنة الكاريبي: في نهاية العالم                | Pirates of the Caribbean: At World's End               | القبطان جاك سبارو             |           |        |
| 2007  | سويني تود: الحلاق الشيطاني لشارع فليت           | Sweeney Todd: The Demon Barber of Fleet Street         | سويني تود / بنجامين باركر     |           |        |
| 2009  | أعداء الشعب                                     | Public Enemies                                         | جون ديلينجر                   |           |        |
| 2009  | خيال الدكتور برناسيس                            | The Imaginarium of Doctor Parnassus                    | توني (1 التحول)               |           |        |
| 2010  | أليس في بلاد العجائب                            | Alice in Wonderland                                    | صانع القبعات                  |           |        |
| 2010  | السائح                                          | The Tourist                                            | فرانك تايلور                  |           |        |
| 2011  | رانجو                                           | Rango                                                  | رانجو                         | أداء صوتي |        |
| 2011  | قراصنة الكاريبي: في بحار غريبة                  | Pirates of the Caribbean: On Stranger Tides            | القبطان جاك سبارو             |           |        |
| 2011  | يوميات روم                                      | The Rum Diary                                          | بول كيمب                      |           |        |
| 2011  | جاك وجيل                                        | Jack and Jill                                          | نفسه                          |           |        |
| 2011  | هيوغو                                           | Hugo                                                   | —                             |           |        |
| 2012  | 21 شارع جامب                                    | 21 Jump Street                                         | توم هانسون                    |           |        |
| 2012  | الظلال الداكنة                                  | Dark Shadows                                           | بارناباس كولينس               |           |        |
| 2013  | الحارس الوحيد                                   | The Lone Ranger                                        | تونتو                         |           |        |
| 2013  | محظوظ لهم                                       | Lucky Them                                             | ماثيو سميث                    |           |        |
| 2014  | تسامي                                           | Transcendence                                          | ويل كاستر                     |           |        |
| 2014  | ناب                                             | Tusk                                                   |                               |           |        |
| 2014  | في الغابة                                       | Into the Woods                                         | السيد ذئب                     |           |        |
| 2015  | موردكاي                                         | Mortdecai                                              | تشارلي موردكاي                |           |        |
| 2015  | القداس الأسود                                   | Black Mass                                             | وايتي بولغر                   |           |        |
| 2016  | حمقى اليوغا                                     | Yoga Hosers                                            | غاي لابونت                    |           |        |
| 2016  | دونالد ترامب في فن التعامل: الفيلم              | Donald Trump's The Art of the Deal: The Movie          | دونالد ترامب                  |           |        |
| 2016  | أليس في بلاد المرآة                             | Alice Through the Looking Glass                        | صانع القبعات                  |           |        |
| 2016  | الوحوش المذهلة وأين تجدها                       | Fantastic Beasts and where to find them                | جريندل فالد                   |           |        |
| 2017  | الغدة السوداء                                   | The Black Ghiandola                                    | النووي ميد تك                 |           |        |
| 2017  | قراصنة الكاريبي: الرجال الأموات لا يحكون حكايات | Pirates of the Caribbean: Dead Men Tell No Tales Tides | القبطان جاك سبارو             |           |        |
| 2017  | جريمة في قطار الشرق السريع                      | Murder on the Orient Express                           | إدوارد راتشيت                 |           |        |
| 2018  | شارلوك نومس                                     | Sherlock Gnomes                                        | شارلوك نومس                   | أداء صوتي |        |
| 2018  | حقول لندن                                       | London Fields                                          | مشتري الفرخ                   |           |        |
| 2018  | ريتشارد يقول وداعا                              | Richard Says Goodbye                                   | ريتشارد                       |           |        |
| 2018  | الوحوش المذهلة: جرائم جريندلوالد                | Fantastic Beasts: The Crimes of Grindelwald            | جيلرت جريندلوالد              |           |        |
| 2018  | مدينة الأكاذيب                                  | City of Lies                                           | راسيل بول                     |           | [ 34 ] |
| 2020  | في انتظار البرابرة                              | Waiting for the Barbarians                             | الكولونيل جول                 |           | [ 35 ] |
| 2020  | ميناماتا                                        | Minamata                                               | دبليو. يوجين سميث             |           | [ 36 ] |

### التلفزيون
| العام      | المسلسل               | الأسم الاصلي          | الدور                          | الملاحظات                          | م.     |
| ---------- | --------------------- | --------------------- | ------------------------------ | ---------------------------------- | ------ |
| 1985       | السيده الزرقاء        | Lady Blue             | ليونيل فيلند                   | الحلقة: "وحوش الفريسة"             |        |
| 1986       | الحريق البطئ          | Slow Burn             | دوني فلايشر                    | فيلم تلفزيوني                      | [ 37 ] |
| 1987–90    | الانتقال إلى شارع 21  | 21 Jump Street        | ضابط توماس "توم" هانسون، الابن | المسلسل التلفزيوني (70 حلقة)       |        |
| 1987       | فندق                  | Hotel                 | روب كاميرون                    | الحلقة: "عمل غير منتهي"            |        |
| 1999       | نائب السيد ديبلي      | The Vicar of Dibley   | نفسه (جوني ديب)                | الحلقة: "حفلة المشاهير"            |        |
| 2000       | العرض السريع          | The Fast Show         | نفسه (جوني ديب)                | الحلقة: "آخر عرض سريع على الإطلاق" |        |
| 2004       | ملك الجحيم            | King of the Hill      | المدرب فيكتور (صوت)            | الحلقة: "عودة هانك"                |        |
| 2008       | هذه الحياة الأمريكية  | This American Life    | (صوت)                          | الحلقة: "هرب"                      |        |
| 2009       | سبونج بوب سكوير بانتس | SpongeBob SquarePants | جاك لاغونا (صوت)               | الحلقة: "سبونج بوب ضد أكبر واحد"   |        |
| 2011       | الحياه قصيرة جدا      | Life's Too Short      | نفسه                           | الحلقة 2                           |        |
| 2012       | فاميلي غاي            | Family Guy            | إدوارد سكيسورهاندس (صوت)       | الحلقة: "لويس يخرج من صدفتها"      |        |
| يُحدد لاحقًا | أفواج العضلات         | Muscle Shoals         | —                              | المنتج التنفيذي                    |        |

### الموسيقى
| السنة | الفيلم                                 | الأغنية | الاسم بالإنجليزية |
| ----- | -------------------------------------- | --- | --- |
| 2000  | شوكولا                                 | طفيفة سوينغ "، وقال "انهم الأحمر الساخن"، "كارافان | Minor Swing", "They're Red Hot"، "Caravan |
| 2003  | مرة أخرى في المكسيك                    | فرقة الرمال | Sands' Theme |
| 2007  | سويني تود : الحلاق الشيطاني لشارع فليت | لا مكان مثل لندن"، "أصدقائي"، "إكسير معجزة بيريلي"، "امرأة جميلة"، "عيد الغطاس"، "كاهن قليلا"، "جونا (الفصل الثاني)"، "عن طريق البحر"، "القاضي العودة" "المشهد النهائي (الجزء 1)"، "المشهد النهائي (الجزء 2)" | "No Place Like London", "My Friends", "Pirelli's Miracle Elixir", "Pretty Women", "Epiphany", "A Little Priest", "Johanna (Act II)", "By The Sea", "The Judge's Return", "Final Scene (Part 1)", "Final Scene (Part 2)" |

## أعمال أخرى
جوني ديب يعمل أيضاً كمنتج (حيث أنتج عدد كبير من الأفلام مثل يوميات روم - الظلال الداكنة - LaDonna Harris: Indian 101 - موردكاي - الفيلم الحائز علي خمس جوائز أوسكار هيوغو - الفيلم المرشح لجائزتين أوسكار الحارس الوحيد) - يعتبر جوني ديب ممثل ومنتج وموسيقي وكاتب ومخرج ورسام. لكن بالطبع التمثيل هو مهنته الرئيسية. إلى جانب الأفلام السينمائية الكثيرة، ظهر ديب في العديد من الأفلام الوثائقية، وشارك أيضاً كعازف للجيتار في العديد من الحفلات الغنائية مع كيث ريتشاردز وأليس كوبر وويلي نيلسون وبول مكارتني وغيرهم.

## الترشيحات لجائزة الأوسكار
- أفضل ممثل رئيسي عام 2004 عن فيلم قراصنة الكاريبي: لعنة اللؤلؤة السوداء
- أفضل ممثل رئيسي عام 2005 عن فيلم العثور على أرض الخلود
- أفضل ممثل رئيسي عام 2008 عن فيلم سويني تود: الحلاق الشيطاني لشارع فليت

## الترشيحات لجائزة الجولدن جلوب
- أفضل ممثل كوميدي أو استعراضي عام 1991 عن فيلم إدوارد ذو الأيدي المقصات
- أفضل ممثل كوميدي أو استعراضي عام 1994 عن فيلم بيني وجون
- أفضل ممثل كوميدي أو استعراضي عام 1995 عن فيلم إد وود
- أفضل ممثل كوميدي أو استعراضي عام 2004 عن فيلم قراصنة الكاريبي: لعنة اللؤلؤة السوداء
- أفضل ممثل درامي عام 2005 عن فيلم العثور على نيفرلاند
- أفضل ممثل كوميدي أو استعراضي عام 2006 عن فيلم تشارلي ومصنع الشوكولاتة
- أفضل ممثل كوميدي أو استعراضي عام 2007 عن فيلم قراصنة الكاريبي: صندوق الرجل الميت (فيلم)
- أفضل ممثل كوميدي أو استعراضي عام 2008 عن فيلم سويني تود: الحلاق الشيطاني لشارع فليت وفاز بها
- أفضل ممثل كوميدي أو استعراضي عام 2010 عن فيلم أليس في بلاد العجائب
- أفضل ممثل كوميدي أو استعراضي عام 2011 عن فيلم السائح
- تكريم جوني ديب لمسيرته الفنية 2024 في مهرجان روما السينمائي بإيطاليا[38]

## حياته الشخصية

### قضية طلاقه
في عام 2017، انفصل جوني ديب عن زوجته آمبر هيرد بعد زواج استمر قرابة عامين. في 2018، نشرت هيرد مقالًا في صحيفة واشنطن بوست وصفت فيه نفسها بأنها شخصية عامة تمثل العنف الأسري، مما دفع ديب إلى رفع دعوى تشهير ضدها في 2019، مطالبًا بتعويض قدره 50 مليون دولار. في المقابل، رفعت هيرد دعوى مضادة بقيمة 100 مليون دولار.
خلال المحاكمة التي عُقدت في عام 2022 بولاية فيرجينيا، استعرضت هيئة المحلفين الأدلة والشهادات من الطرفين، وانتهت بإصدار حكم لصالح جوني ديب، حيث اعتُبر مقال هيرد تشهيريًا. حُكم لصالح ديب بتعويض قدره 10 ملايين دولار كتعويض عن الأضرار، و5 ملايين كتعويض عقابي (تم تخفيضه لاحقًا إلى 350 ألف دولار وفقًا للقوانين المحلية)، بينما حصلت هيرد على تعويض قدره 2 مليون دولار في إحدى نقاط دعواها المضادة.

## الأعمال الخيرية
تلقى جوني ديب إشادةً كبيرةً من العالم لأعماله الخيرية المستمرة التي يقدمها واحدة تلو الأخرى.
من أعماله الخيرية، تبرعه بـ 2 مليون دولار لصالح إحدى المستشفيات في لندن. حبه الشديد للأطفال وحرصه الدائم على إسعادهم .. شرائه لأرض (قيمتها 4 ملايين دولار) وإعادتها لقبيلة من قبائل الهنود الحمر كانت قد سلبت الأرض منها منذ زمن بعيد.. وغيرها من الأعمال الخيرية.

## وصلات خارجية
- جوني ديب على موقع IMDb (الإنجليزية)
- جوني ديب على موقع الموسوعة البريطانية (الإنجليزية)
- جوني ديب على موقع روتن توميتوز (الإنجليزية)
- جوني ديب على موقع مونزينجر (الألمانية)
- جوني ديب على موقع قاعدة بيانات الأفلام العربية
- جوني ديب على موقع ألو سيني (الفرنسية)
- جوني ديب على موقع ميوزك برينز (الإنجليزية)
- جوني ديب على موقع رولينغ ستون (الإنجليزية)
- جوني ديب على موقع تيرنر كلاسيك موفيز (الإنجليزية)
- جوني ديب على موقع أول موفي (الإنجليزية)